# Nueva Esperanza, Jesús Carranza
Nueva Esperanza är en ort i Mexiko.   Den ligger i kommunen Jesús Carranza och delstaten Veracruz, i den sydöstra delen av landet, 500 km sydost om huvudstaden Mexico City. Nueva Esperanza ligger 33 meter över havet och antalet invånare är 279.
Terrängen runt Nueva Esperanza är huvudsakligen platt. Nueva Esperanza ligger nere i en dal. Runt Nueva Esperanza är det ganska glesbefolkat, med 29 invånare per kvadratkilometer. Närmaste större samhälle är Plan de Arroyo, 19,3 km sydost om Nueva Esperanza. Omgivningarna runt Nueva Esperanza är en mosaik av jordbruksmark och naturlig växtlighet.